# Aciagrion rarum
Aciagrion rarum é uma espécie de libelinha da família Coenagrionidae.
Pode ser encontrada nos seguintes países: Angola e Zâmbia.
Os seus habitats naturais são: rios e pântanos.